# Cờ thế (cờ tướng)
Cờ thế hay còn gọi cờ tàn nghệ thuật, là một hình thức chơi cờ tướng. Các quân được sắp xếp tạo ra một thế cờ nên gọi là Cờ thế, Cờ thế thường là một bên đi tiên (cầm quân đỏ) sẽ chỉ còn 1 hoặc 2 nước tiếp theo là bị đen chiếu sát cuộc nên sẽ phải thực hiện một loạt các nước cờ điều quân, thí quân chính xác nhằm tạo ra các nước sát cuộc kín đáo để giành chiến thắng trước bên đi hậu và thường chỉ có một cách giải duy nhất cho mỗi ván cờ nên chỉ cần người chơi đi sai một nước sẽ dẫn đến thua cuộc.

## Xuất xứ tên gọi
Bởi vì quân cờ được đặt thành các hình thế nên người ta gọi nó là Cờ thế.

## Giới thiệu
Bầy cờ thế và giải cờ thế là hình thức tiêu khiển phổ biến ở nhiều nước trên thế giới, sở dĩ đông đảo mọi người hâm mộ cờ thế là vì nó có nhiều vẻ đẹp gây kinh ngạc, ly kỳ, hấp dẫn người chơi, Các nước sát cục bất ngờ, những cạm bẫy khôn lường tinh xảo và kín đáo, nó gây cho người chơi cảm giác lý thú, từ ngạc nhiên đến khâm phục, Vì vậy gọi chính xác đây là cờ tàn nghệ thuật là di sản quý báu của trí tuệ loài người.
Cờ thế được bày ra ở các khu chợ tết là cờ thế giang hồ nhằm kiếm tiền từ người chơi

## Các loại hình cờ thế
Trong cờ thế người ta thường phân loại ra nhiều thể loại cờ thế khác nhau.